# Atifete Jahjagová
Atifete Jahjagová (nepřechýleně Jahjaga; * 20. dubna 1975 Đakovica) je kosovská politička a bývalá prezidentka republiky Kosovo (2011–2016).

## Životopis

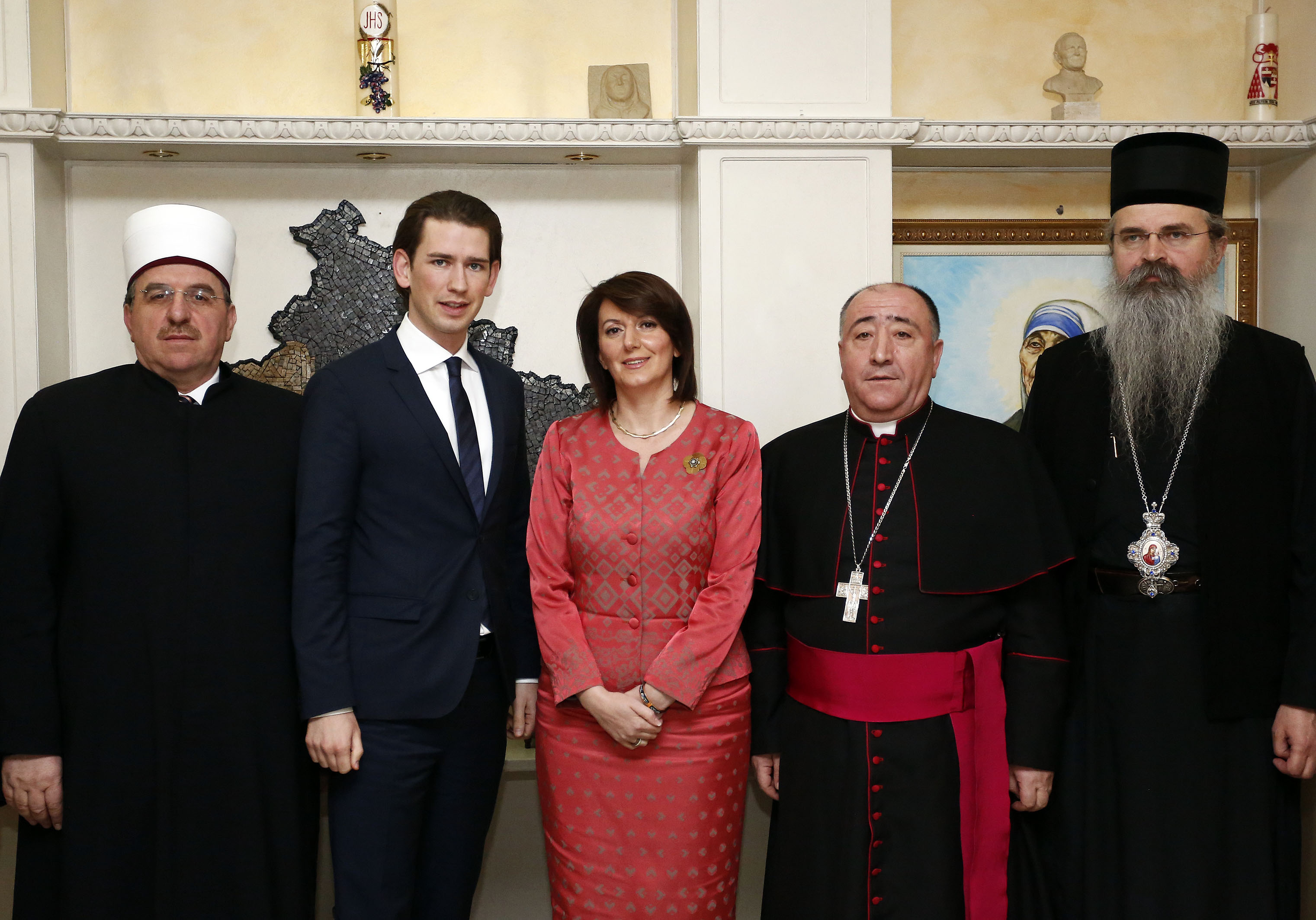
Atifete Jahjagová (2015)

Atifete Jahjaga se narodila v Đakovici na jihu Srbska (tehdy Jugoslávie). Vystudovala právo na univerzitě v Prištině, později pokračovala ve studiu práva na univerzitě v Manchesteru. Kariéru začala jako překladatelka, později nastoupila k policii, kde dosáhla hodnost generálmajora a před zvolením do funkce prezidentky sloužila jako náměstkyně policejního prezidenta.
V prezidentských volbách kandidovala jako nezávislá kandidátka. Byla první ženou ve funkci prezidentky Kosova a byla jednou z nejmladších prezidentek v Evropě. Funkci vykonávala od 7. dubna 2011 do 7. dubna 2016 
Je vdaná, bezdětná, manžel Astrit Kuçi je zubní lékař.